# Кощеєви
Коще́єви (рос. Кощеевы) — присілок у складі Котельницького району Кіровської області, Росія. Входить до складу Красногорського сільського поселення.
Населення становить 9 осіб (2010, 35 у 2002).
Національний склад станом на 2002 рік — росіяни 97 %.